# You're So Vain
"You're So Vain" é o título de uma canção escrita e composta por Carly Simon em 1972, lançada originalmente em junho daquele ano, e oficialmente em novembro, como parte de seu LP No Secrets.
O hit foi listado pela Billboard como uma das 100 maiores canções de todos os tempos, além de fazê-la figurar no Grammy Hall of Fame, em 1994.

## Histórico e composição
O título original da canção, conforme consta da demo em acetato, seria "Ballad of a Vain Man" (Balada do Homem Vaidoso).
A letra faz referência a um eclipse solar que seria visível na Nova Escócia, para onde o "vaidoso" voaria a fim de observá-lo ("Then you flew your Learjet up to Nova Scotia to see the total eclipse of the sun"); ocorre que este fenômeno só iria ocorrer mais de um mês após o lançamento da música, em 10 de julho; a suposição, que aumentaria ainda mais o mistério da letra, é que o hit só fosse lançado após o eclipse, pois ela fala dele no passado.
O verso que fala em "nuvens no meu café" teria sido uma cortesia de seu amigo e parceiro Billy Mernit que, ao viajar ao seu lado num voo doméstico, notara que as nuvens se refletiam no café que Carly, sentada ao lado da janela, tomava; ele então dissera: "Olhe, nuvens em seu café" e lembrou de um filme de Jean-Luc Godard onde um tiro era dado numa xícara de café e, em seguida, ambos tomaram nota disto em seus diários; algumas semanas depois Carly o ligara, pedindo permissão para usar a frase numa canção. A cantora definiu assim a interpretação da frase: "Nuvens em meu café são os aspectos confusos da vida e do amor. O que você não pode ver e, mesmo assim, ainda parece sedutor..."

## Quarenta anos de mistério
Durante mais de quatro décadas as pessoas apostavam sobre quem seria o homem que inspirou a letra da canção; nomes como Kris Kristofferson, Warren Beatty, Mick Jagger ou Cat Stevens figuravam nas listas, assim como Willie Donaldson.
Carly se casara com James Taylor um mês antes do lançamento do hit, mas ela logo declarou que a música não era, definitivamente, sobre ele. Ela dizia que não iria contar porque as pessoas não gostam da verdade, antes preferem o mistério.
Já em 1974 Simon dizia numa entrevista que a letra não falava de ninguém em particular, pois retrata várias pessoas ao mesmo tempo - embora, disse então, a personagem tenha saído de sua imaginação; as especulações da mídia, contudo, e as pessoas também, procuravam apontar para uma figura em particular - curiosidade que divertia a cantora.
O produtor do álbum, Richard Perry também deu sua interpretação no livro The Record Producers (de John Tobler, 1982): "Trata-se de uma compilação dos homens que Carly tinha conhecido, mas principalmente Warren Beatty".
Num leilão de caridade realizado em Martha's Vineyard (onde a cantora mora desde seu casamento com James Taylor) ela ofereceu como prêmio a revelação sobre quem seria a música; o vencedor foi Dick Ebersol, presidente da NBC Sports, com o lance de 50 mil dólares; após assinar um compromisso de confidencialidade foi permitido que revelasse apenas uma pista - ao que ele declarou que o nome continha a letra "E"; nos anos seguintes a cantora revelou que também continhas as letras "A" e "R".
Em 2003, Simon realizou um leilão para uma instituição de caridade no vinhedo de Martha, onde ela se ofereceu para contar a alta licitante que essa música é sobre. O vencedor do concurso foi Dick Ebersol, presidente da NBC Sports, que pagou US $ 50.000. Ebersol teve que assinar um acordo de confidencialidade, mas foi autorizado a dar uma dica - o nome do homem contém a letra "E." Ao longo dos próximos anos, Simon revelou ainda que há também um "A" e um "R" no nome.
Numa entrevista em 2008 em que promovia o álbum This Kind of Love a cantora declarou que "quando eu escrevi a linha 'você é tão vaidoso, você provavelmente pensa que esta canção é sobre você', isto definitivamente é sobre uma pessoa. O resto das descrições basicamente vieram do meu relacionamento com essa pessoa.".
Em 2010 uma entrevista de Carly ao jornal The Sun deu a entender que um novo e inusitado nome integraria a lista: o milionário David Geffen que, à época, era o chefe da gravadora Elektra e foi um dos fundadores da Dreamworks; a própria cantora tratou de desmentir; o erro teria raiz na declaração de Simon de que uma pista estaria em seu novo disco e o jornal afirmou que, ouvindo-se a faixa de trás para frente ouvia-se o nome David; a questão levantada, então, é que Geffen é gay.
No seu livro de memórias Boys in the Trees: A Memoir (2015) Carly ela divulgou que o segundo verso ("You had me several years ago when I was still quite naive" - "Você me teve muitos anos atrás, quando eu era muito ingênua") tratava de Beatty, mas o restante da letra refere-se a outros homens cujos nomes não iria revelar.
Em maio de 2018 o guitarrista Jimmy Rian da banda Hit Men revelou que a ideia de "You're so Vain" tivera início quando ele, tocando numa turnê da cantora, estava no camarim num show com grandes estrelas da música no Troubadour, em 1972, quando um homem bateu à porta procurando por Carly e ele, sem reconhecê-lo, bateu com a porta em sua cara quando este ficou agressivo ante sua recusa em deixá-lo passar; a cantora então, vendo a cena, perguntou-lhe se não sabia quem era e ele, por desconhecer os filmes do ator, disse que não ao que ela contou tratar-se de Warren Beatty; Jimmy declarou que ia correr atrás do astro para que voltasse, mas que então Carly dissera-lhe para não fazê-lo: "Isso foi perfeito! É exatamente isso que ele precisa!"

## Regravações
Em 2012 Marilyn Manson fez uma parceria com Johnny Depp gravando a canção como uma faixa-bônus de seu álbum “Born Villain”; nela Depp toca guitarra e bateria, enquanto Manson entra no vocal; ele disse que escolheram uma música que fosse irônica em relação aos dois, e o sucesso dos anos 1970 diz isso na sua letra ao falar de que “você é tão vaidoso que vai pensar que esta canção é para você”.
Em 2016, durante a campanha presidencial de Hillary Clinton para a presidência dos Estados Unidos, ela autorizou um clip anti-Trump usando a sua canção "You’re So Vain" para mostrar a personalidade do candidato republicano; esta foi a primeira vez que a cantora autorizou este uso político pois, segundo um seu porta-voz, ela estava alarmada com a possibilidade de Trump ser eleito.

## Análises e impacto cultural
O crítico Raoul Hernandez, do Austin Chronicle disse que You're So Vain era "tão perfeita como você poderia desejar numa canção pop".
Para o sociólogo e crítico musical Keith Kahn-Harris esta é uma canção de ódio; segundo ele a música transparece o ódio da cantora pelo namorado, que ela não diz o nome — apesar de esta não ser considerada uma canção motivada por este sentimento pela maioria das pessoas; o ódio surge quando a letra tímida e sutil de Simon revela que o namorado que procura atingir é tão vaidoso que pensa ser para ele que aquela canção foi feita; apesar disto, ela não choca tanto quanto as músicas que trazem o ódio de forma explícita.
Um programa na televisão estadunidense foi dedicado a debater sobre quem seria aquele que teria inspirado Simon. Um site foi criado, apenas para falar sobre esta canção que, entre outras informações, enumera as vezes em que ela foi perguntada por jornalistas sobre quem a tinha inspirado.